# Océan subglaciaire
Un océan subglaciaire ou océan sous-glaciaire est un océan situé sous une épaisse couche de glace et dont l'existence est fortement soupçonnée dans la structure interne de plusieurs corps célestes dans le Système solaire, notamment les satellites naturels de Jupiter comme Europe et Ganymède. Les océans subglaciaires seraient une forme de l'eau liquide dans l'Univers. Leur formation serait issue de la combinaison de deux facteurs : d'une part, une source de chaleur dans le noyau et le manteau du corps céleste (issue des désintégrations radioactives ou du réchauffement par effet de marée) et, d'autre part, la présence d'une couche supérieure de glace solide suffisamment épaisse pour produire une pression élevée et constituer un isolant thermique entre la température extérieure du satellite (très basse, de l'ordre de 100 K pour Europe, par exemple) et le point où la température peut atteindre le point de liquéfaction de l'eau.

## Synthèse
L'existence d'un océan subglaciaire est suspectée sous la surface de nombreux corps célestes du Système solaire : planètes naines (Céres et Pluton) et satellites naturels des planètes géantes (Europe, Ganymède et Callisto pour Jupiter, Mimas, Titan, Dioné et Encelade pour Saturne, et Triton pour Neptune).

### Mode de chauffage
Les sources de chaleur internes au corps céleste à l'origine du potentiel océan subglaciaire sont les suivantes :
1. chaleur issue de la décroissance radioactive des éléments instables contenus dans le noyau et le manteau du corps céleste ;
2. chaleur issue du réchauffement par effet de marée.

### Structure
Un corps céleste contenant un océan subglaciaire peut être schématiquement décrit comme tel :
1. à l'extérieur, une couche de glace épaisse de plusieurs kilomètres à plusieurs centaines de kilomètres ;
2. au milieu, l'océan subglaciaire proprement dit ;
3. au centre du corps céleste, le noyau, éventuellement différencié en un noyau en tant que tel et un manteau.

Selon les modèles, les différentes phases de la glace d'eau font apparaître plusieurs couches successives de glace et d'eau, en fonction des températures et des pressions atteintes ; en conséquence il est possible que plusieurs océans séparés s'étendent à l'intérieur du corps céleste, ou que des couches de glace isolent cet océan du manteau.

### Observations et modélisations
Ces océans subglaciaires étant par principe difficiles à observer, plusieurs moyens indirects permettent toutefois de soupçonner leur existence :
- étude du champ magnétique pouvant indiquer l'existence d'une couche conductrice (ex. : Callisto) ou des aurores polaires pouvant en dériver (ex. : Ganymède) ;
- étude de la rotation de la surface de glace, pouvant indiquer une rotation différente de cette couche de glace (ex. : Europe) ;
- observation de geysers s'échappant de la surface du corps céleste (ex. : Europe) ou de cryovolcans (ex. : Triton) ;
- observation de la surface, pouvant indiquer un renouvellement relativement rapide de cette surface par le dénombrement des cratères d'impact (ex. : Europe).

La plupart des études scientifiques consistent à élaborer des modélisations de la structure interne du corps céleste et à les confronter avec ces résultats d'observations. Lorsque le meilleur modèle inclut l'existence d'un océan sous la couche de glace et produit l'explication la plus simple, l'existence de cet océan est alors très fortement soupçonnée.

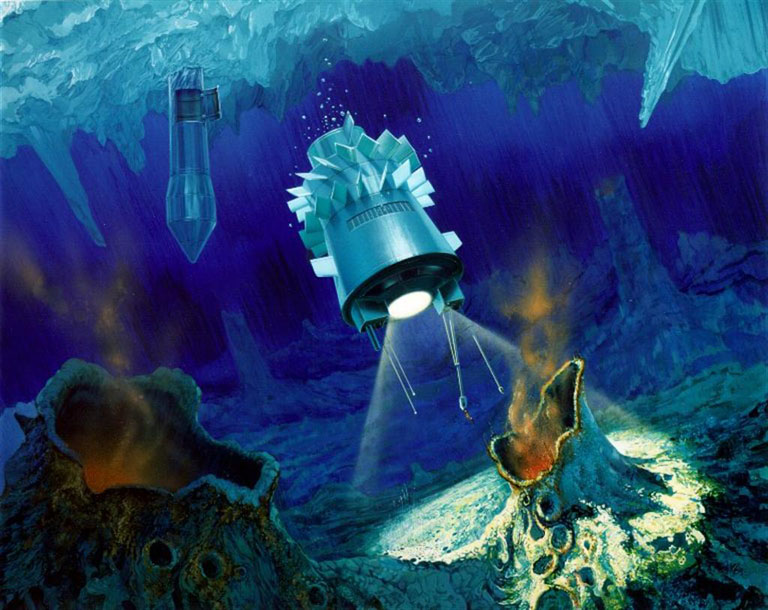
Vue d'artiste du concept de cryobot et hydrobot.

Il n'existe toutefois pas de preuve directe de la présence de ces océans à ce jour (2017) ; une telle preuve nécessiterait probablement l'utilisation d'une sonde, capable de creuser dans la couche de glace supérieure, et qui serait susceptible d'attester l'existence d'une couche d'eau liquide.

## Europe (Jupiter II)

Structure supposée d'Europe.

Le rayon d'Europe est de 1 562 km, sa masse de 4,8 × 1022 kg et sa masse volumique moyenne est de 3,01 g/cm3. Son rayon orbital autour de Jupiter est d'environ 670 900 km ; Europe est en rotation synchrone autour de Jupiter. La période orbitale d'Europe est en résonance orbitale avec celle d'Io et Ganymède dans les rapports 2:1 et 1:2 respectivement.

### Observations
La variabilité du champ magnétique, le découplage apparent de la surface de glace par rapport à l'ensemble du satellite, marqué par la dérive des lineae par rapport à l'axe Jupiter-Europe) poussent à l'hypothèse que sous la glace se trouve un océan continu d'eau salée (conductrice de l'électricité), dont les remontées conduiraient après évaporation aux dépôts de sel remarqués le long des lineae.
L'exemple le plus spectaculaire est celui des régions de chaos, structure assez commune sur Europe, et que l'on peut interpréter comme des régions où l'océan subglaciaire a fondu à travers la croûte glacée. Cette interprétation est très controversée. La plupart des géologues qui ont étudié Europe sont en faveur de ce que l'on appelle le modèle « à glace épaisse », dans lequel l'océan n'interagit jamais, ou rarement tout au plus, directement avec la surface.
Le 26 septembre 2016, la NASA révèle plusieurs observations réalisées à l'aide d'Hubble confortant l'hypothèse que des émissions de panaches d'eau (sous forme de vapeur) se produisent à la surface d'Europe. Si ces observations se confirment, alors de tels panaches rendraient possible l'échantillonnage de l'océan subglaciaire de la lune sans forer la couche de glace supérieure,.

### Épaisseur de la glace
Les différents modèles pour l'estimation de l'épaisseur de glace donnent des valeurs comprises entre quelques kilomètres et des dizaines de kilomètres. Selon Kuskov 2005, sous une couche de glace d'épaisseur 80 à 150 km représentant de 6,2 à 9,2 % de la masse d'Europe, un océan salé pourrait exister, et dont la profondeur serait de 105 à 145 km selon l'état de différentiation du manteau.
Les moyennes de température sur la surface d'Europe vont d'environ 110 K (−160 °C) sur l'équateur à seulement 50 K (−220 °C) vers les pôles, ce qui rend la croûte glacée d'Europe aussi dure que le granite.
Le meilleur indice pour le modèle de la glace épaisse est l'étude des grands cratères : les plus grandes structures d'impact sont entourées d'anneaux concentriques, et paraissent être remplis de glace fraîche relativement plate. En se reposant sur cette donnée et sur les marées, on peut estimer l'épaisseur de la couche de glace à 10 – 30 kilomètres, qui inclut une certaine épaisseur de glace moins froide et plus ductile, ce qui amènerait à une épaisseur de l'océan liquide par-dessous à environ 150 kilomètres. Ceci conduit à un volume des océans d'Europe de 3 × 1018 m3, soit deux fois celui des océans terrestres. Dans le modèle de la glace mince, la glace n'aurait que quelques kilomètres d'épaisseur. Mais la plupart des planétologues concluent que ce modèle ne prend en compte que les couches supérieures de la croûte d'Europe, qui se comportent élastiquement sous l'effet des marées.
Un exemple est l'analyse des flexions, dans laquelle la croûte est modélisée comme un plan ou une sphère chargée et fléchie sous le poids. Ce genre de modèle suggère que la partie élastique extérieure de la croûte n'aurait que 200 m. Si la couche de glace d'Europe n'a que quelques kilomètres, cela signifierait que des contacts réguliers entre l'intérieur et la surface auraient lieu, par les lineae ouvertes, ce qui provoquerait la formation des régions chaotiques.

### Chauffage de l'océan
Le chauffage par la désintégration radioactive, qui devrait être similaire à celui de la Terre (en watts par kilogramme de roche), ne peut fournir le réchauffement nécessaire à Europe, car le volume par unité de surface est beaucoup plus faible en raison d'une plus petite taille de la lune, ce qui fait que l'énergie se dissipe plus vite.
Les premiers indices d'un océan souterrain proviennent des théories concernant le système de chauffage par les marées (c'est une conséquence de l'orbite légèrement excentrique d'Europe et accessoirement de la résonance orbitale avec les autres satellites galiléens). L'énergie thermique fournie pour maintenir liquide cet océan proviendrait des marées dues à l'excentricité de l'orbite, servant aussi de moteur à l'activité géologique de la glace de surface,.
Il est rapporté par Melosh et al. 2004 que le flux géothermique à la surface est estimé à une valeur de l'ordre de 50 mW/m2 dont une partie provient de la flexion sous l'effet des marées de la couche de glace superficielles ; le noyau rocheux d'Europe produirait quant à lui un flux géothermique de 8 mW/m2 sur la base uniquement de la chaleur radiogénique, lequel pourrait être doublé dans le cas où un réchauffement par effet de marée se produirait également dans les profondeurs du satellite.
À la fin de 2008, il a été suggéré que Jupiter pourrait maintenir les océans chauds par des ondes de marées dues à l'obliquité, faible certes, mais non nulle, du plan de l'équateur sur celui de l'orbite. Ce genre de marée, qui n'avait pas été considéré auparavant, engendre des ondes de Rossby, dont la vitesse est faible, quelques kilomètres par jour, mais qui peuvent comporter une énergie cinétique significative. Pour l'estimation actuelle de l'inclinaison axiale de l'ordre de 1°, les résonances des ondes de Rossby pourraient emmagasiner 7,3 × 1018 J d'énergie cinétique, soit 200 fois la quantité du flux de la marée dominante,.
La dissipation de cette énergie pourrait être la principale source d'énergie thermique de l'océan. Il resterait à préciser le bilan d'énergie entre formation des ondes et dissipation sous forme thermique.

### Profil vertical
L'augmentation de la pression avec la profondeur au sein d'Europe est de l'ordre de 1,3 MPa/km. Cela conduit, au fond d'un océan que l'on supposerait d'épaisseur 100 km sous une couche de glace d'épaisseur 15 km, à une pression de l'ordre de 150 MPa ; on peut comparer cette valeur à celle du fond de la Fosse des Mariannes sur Terre, de l'ordre de 110 MPa pour une profondeur de 11,034 km.
Deux hypothèses peuvent être formulées quant au profil de température de cet océan. D'une part, la température pourrait être égale à celle du point de congélation de l'eau à son interface avec la couche de glace, ou, d'autre part, elle pourrait être égale à la température un peu plus élevée correspondant à une densité maximale de l'eau. Melosh et al. 2004 produisent une démonstration permettant de répondre aux deux hypothèses en évaluant le modèle d'un océan en convection, et presque isotherme (gradient de l'ordre de 0,011 K/MPa), séparé de la couche de glace par une fine couche d'eau stable et stratifiée (appelée "stratosphère" par les auteurs), d'épaisseur environ 200 m, dont la température est celle de son point de congélation ; dans ce modèle, le profil de température serait le suivant :
- surface : 100 K
- couche de glace : température à la base ~ 0 °C, épaisseur ~ 15 km, gradient thermique 170 K ;
- couche liquide stratifiée : épaisseur ~ 0,2 km, gradient thermique de quelques K ;
- océan liquide : épaisseur ~ 100 km, gradient thermique de quelques mK ;
- couche liquide limite avec le manteau : épaisseur ~ 10 cm.

## Ganymède (Jupiter III)

Représentation artistique en coupe de la structure interne de Ganymède. Les couches sont dessinées à l'échelle.

Le rayon de Ganymède est de 2 634 km, sa masse de 1,48 × 1023 kg et sa masse volumique moyenne est de 1,95 g/cm3. Son rayon orbital autour de Jupiter est d'environ 1 070 000 km ; Ganymède est en rotation synchrone autour de Jupiter. La période orbitale de Ganymède est en résonance orbitale avec celle d'Io et d'Europe dans les rapports 4:1 et 2:1 respectivement.

### Observations
Dans les années 1970, les scientifiques de la NASA soupçonnent la présence d'un épais océan entre deux couches de glace, l'une en haut et l’autre en bas,
,,,. Dans les années 1990, la sonde Galileo de la NASA survole Ganymède et confirme l'existence de l'océan lunaire.
Une étude publiée en 2014, prenant en compte la thermodynamique réaliste pour l'eau et les effets du sel, suggère que Ganymède pourrait posséder plusieurs couches d'océans séparées par différentes phases de glace. La couche liquide la plus basse serait juste à côté du manteau rocheux,,,. Le contact entre la roche et l'eau pourrait être un facteur important dans l'origine de la vie. L'étude mentionne aussi qu'à cause des profondeurs extrêmes (environ 800 km jusqu'au « fond marin » rocheux), les températures au bas d'un océan convectif (adiabatique) peuvent aller jusqu'à 40 K au-dessus de celles de l'interface glace-eau.
En mars 2015, des chercheurs rapportent que des mesures effectuées par le télescope spatial Hubble prouvaient la présence d'un océan sous-glaciaire sur Ganymède en étudiant comment ses aurores se déplacent à la surface. Un grand océan d'eau salée, contenant plus d'eau que tous les océans de la Terre réunis, affecte le champ magnétique de Ganymède, et donc ses aurores,,,.
L'océan de Ganymède a fait l'objet de spéculations sur son habitabilité potentielle,.

### Chauffage
Dans Vance et al. 2014, le flux géothermique moyen considéré est dans le domaine 4 - 44 mW/m2.

## Callisto (Jupiter IV)

Structure supposée (en anglais) de Callisto.

Le rayon de Callisto est de 2 410 km, sa masse de 1,076 × 1023 kg et sa masse volumique est de 1,83 g/cm3. Son rayon orbital autour de Jupiter est d'environ 1 883 000 km ; Callisto est en rotation synchrone autour de Jupiter. Elle n'est pas en résonance orbitale comme les autres satellites galiléens Io, Europe et Ganymède.
Plusieurs éléments conduisent à suspecter qu'il existerait un océan subglaciaire. Tout d'abord, du point de vue des observations, il a été constaté lors de mesures par la sonde Galileo que Callisto répondait au champ magnétique variable de Jupiter d'une façon proche d'un corps parfaitement conducteur ; ce résultat suggère qu'il existe une couche d'un fluide hautement conducteur d'une épaisseur d'au minimum 10 km et située à une profondeur inférieure à 300 km et l'explication la plus probable réside dans la présence d'un océan subglaciaire.
Par ailleurs, une modélisation par Kuskov 2005 indique qu' un océan subglaciaire d'épaisseur 120 à 180 km pourrait exister entre une croûte de glace I d'épaisseur 135 à 150 km (et au maximum de 270 à 315 km) et un manteau d'épaisseur inférieure à 1 400 km et de densité dans la plage de 1 960–2 500 kg/m3 ; selon ce modèle, le noyau serait sous la forme d'un mélange de roches et de fer dont le rayon n'excéderait pas 500 à 700 km. Toujours selon Kuskov 2005, cet océan serait stable sous un flux thermique dans la plage 3,3 à 3,7 mW/m2, lequel correspondrait à celui produit par les sources radiogéniques.

## Encelade (Saturne II)

Modèle dit du « geyser froid ». De l'eau s'échappe de poches situées en profondeur à une température proche du point de fusion (273 K), pour se sublimer à la surface du satellite. La radioactivité du noyau, ainsi que l'action des forces de marée, contribuent à maintenir ces poches à température.

Sixième plus gros satellite de Saturne, Encelade présente un rayon d'environ 500 km, sa masse de 8,6 × 1019 kg et sa masse volumique moyenne est de 1,608 g cm−3. Son orbite est quasiment circulaire avec un rayon d'environ 238 000 km, plaçant cette lune au sein de l'anneau E, le plus externe et le plus ténu des anneaux de Saturne. Encelade est en rotation synchrone autour de Saturne, avec une période de 1,370 d.
Selon les images de la sonde Cassini, en 2015, Encelade est recouvert d'une couche aux reflets bleutés, caractéristique de la neige d'eau fraîche avec des cratères traversés par de fines fractures. Le pôle sud présente une surface couverte de fractures tectoniques et de failles, mais sans aucun cratère visible, suggérant une activité tectonique d'au plus 100 millions d'années. La détection de glace cristalline en bordure des failles observées dans cette région est caractéristique d'une glace formée très récemment, vraisemblablement à partir de geysers froids issus de poches d'eau liquide sous pression.